# صلاح‌لی (زرداب)
صلاح‌لی (به لاتین: Salahlı) یک منطقه مسکونی در جمهوری آذربایجان است که در شهرستان زرداب واقع شده است. صلاح‌لی ۵۹۸ نفر جمعیت دارد.